# 文尼希森
代斯特山区文尼希森（德語：Wennigsen (Deister)），简称文尼希森（德語：Wennigsen，發音：[ˈvɛnɪçsn̩] 或 [ˈvɛnɪksn̩] ⓘ），是德国下萨克森州汉诺威地区的市镇，面积140.85平方千米，2023年12月31日人口为14,233人。